# Austin Dantin
Pour les articles homonymes, voir Dantin.
Austin Dantin (né le à Tallahassee) est un joueur américain de football américain. Il joue actuellement avec les Rockets de Toledo, équipe de l'université de Toledo.

## Carrière

### Université
Dantin entre à l'université de Toledo et commence à jouer pour les Rockets en 2009. En 2010, il réussit 66,1 % de ses passes et donne sept passes pour touchdown mais huit interceptions. Lors des deux premiers matchs de la saison 2011, il donne trois passes pour touchdown contre l'université de New Hampshire (victoire 58-22) et une contre Ohio State (défaite 27-22).